# U-Bahnhof Hellkamp
Der U-Bahnhof Hellkamp war ein U-Bahnhof der Hamburger U-Bahn im Stadtteil Eimsbüttel. Er wurde von der Zweiglinie Eimsbüttel (spätere U2) bedient.

## Geschichte
Die Tunnelstation wurde bereits im Mai 1914 als Endhaltestelle der Zweiglinie Eimsbüttel eröffnet und besaß einen Mittelbahnsteig. Der Bahnsteig wurde 1929 verlängert, in den 1950er-Jahren der Zugang einige Meter Richtung Heußweg verlagert. Zudem wurde er 1954 modernisiert.
Der Bahnhof wurde im Jahr 1964 stillgelegt. Als Ersatz wurde die Haltestelle Lutterothstraße am 30. Mai 1965 eröffnet. Auf der heutigen Strecke sind noch die Wandkacheln der ehemaligen Haltestelle vorhanden, außerdem ist der Tunnel an dieser Stelle weiterhin etwas breiter. Ein Zugangstunnel der Haltestelle Lutterothstraße liegt im Bereich der ehemaligen Kehranlage der Station Hellkamp. Der U-Bahnhof Hellkamp war die erste Haltestelle mit selbsttätiger Kehranlage in Deutschland.

## Trivia
Laut einem verbreiteten Gerücht kann man vom Keller eines angrenzenden Restaurants in den U-Bahnschacht gelangen. In einem Bericht des NDR wurde dieses Gerücht jedoch widerlegt.